# Abbazia di San Benigno (Genova)
L'abbazia di San Benigno era una chiesa di Genova, con annesso un convento di monaci benedettini, costruita nel XII secolo sullo scomparso colle che divideva gli attuali quartieri di Sampierdarena e San Teodoro.

## Storia
(Agostino Giustiniani, Annali della Repubblica di Genova, 1537)
La chiesa di S. Benigno ebbe origine da una chiesetta dedicata a S. Paolo, sorta all'inizio del XII secolo sul colle di Promontorio (che in seguito sarebbe stato detto "di S. Benigno") e affidata a monaci benedettini provenienti dall'abbazia di Fruttuaria di San Benigno Canavese, nei pressi di Ivrea.
Nel 1132 i monaci ebbero in dono da varie famiglie nobili del tempo un terreno per ampliare la chiesa e costruirvi un monastero. La chiesa romanica, in pietre squadrate, aveva tre navate e alcune cappelle laterali. Per la sua posizione lungo la via di accesso alla città da ponente, al convento fu annesso un ospitale per pellegrini e viandanti.
Nel 1155 il convento fu elevato ad abbazia, intitolata ai santi Benigno e Paolo, ma nel giro di pochi anni rimase solo quella al santo martire Benigno. Intorno al 1217 nell'abbazia prestò servizio Sinibaldo Fieschi, il futuro papa Innocenzo IV. Il complesso monastico visse momenti di grande splendore, grazie a donazioni e lasciti, alternati a momenti di difficoltà, come nel 1411, quando i frati furono decimati da un'epidemia di peste o pochi anni più tardi quando, in gravi difficoltà economiche e necessitando di restauri, fu messo alle dipendenze del monastero di San Gerolamo della Cervara vicino a Portofino.
Più volte il convento fu coinvolto in episodi bellici, subendo gravi danni, come avvenne nel 1319, nel corso delle lotte di fazione tra guelfi e ghibellini, e soprattutto nel 1514, per le vicende belliche che coinvolsero l'adiacente fortezza denominata "Briglia", nel corso delle quali fu semidistrutta la primitiva Lanterna, poi ricostruita nelle forme attuali nel 1543.
Nel corso del XVI secolo ci fu una ripresa; accanto all'ospitale sorse anche una scuola umanistica e il complesso si arricchì di opere di famosi artisti del tempo, quali Lazzaro Tavarone, Giovanni Andrea De Ferrari, G.B.Carlone, G.B.Paggi, Domenico Fiasella, Domenico Piola e Giovanni Montorfano.
Nel 1633 con la costruzione delle "Mura Nuove" iniziò il declino: il pianoro su cui sorgeva il monastero fu inglobato nelle stesse, restando a diretto rapporto con eventuali assedianti, mentre sul piazzale antistante fu collocata una batteria di cannoni.

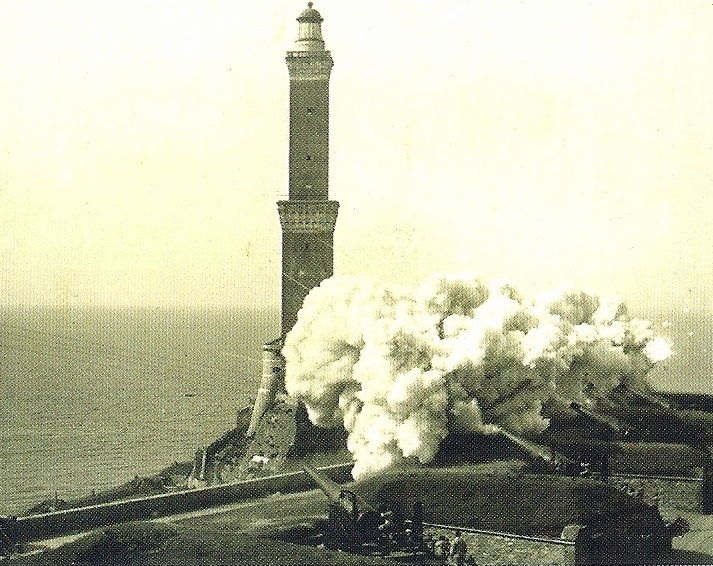
Esercitazioni delle batterie di cannoni a San Benigno

Il complesso fu definitivamente abbandonato dai monaci nel 1798 (che si trasferirono a S. Nicolò del Boschetto) a causa delle leggi di soppressione degli ordini religiosi emanate dalla Repubblica Ligure. 

### Struttura militare
L'edificio, spogliato delle opere d'arte e degli arredi, dal 1818 fu inglobato nelle strutture militari e adibito a deposito di munizioni, mentre il campanile fu utilizzato come torre per segnalazioni a distanza. Intorno al 1850 quanto restava dell'antica abbazia fu demolito per costruire due grandi caserme, anch'esse scomparse nel secolo successivo con lo sbancamento dell'intero colle.